# 870. grenadirski polk (Wehrmacht)
870. grenadirski polk (izvirno nemško 870. Grenadier-Regiment; kratica 870. GR) je bil pehotni polk Heera v času druge svetovne vojne.

## Zgodovina
Polk je bil ustanovljen 1. maja 1943 iz delov 159. rezervne divizije.